# 青いナイフ
「青いナイフ」（あおいナイフ）は、稲田光穂の歌。junior sizeで発表し、自身の作詞・作曲による。
2004年公開の映画『問題のない私たち』の主題歌に用いられた。稲田のライブでは既に何度か披露されていたが、突如として主題歌に選ばれた。選考理由は「とても作品にあっていて一度聴いてこれだと思った」からとのことであった。元々CD化の予定が立たない曲のひとつであったが、これにより現在はサウンドトラックにてフルコーラス聞くことが可能である。
2005年に歌手名義でのjunior sizeでの活動を終了したため、結果的には最後のjunior size名義の楽曲となる。
稲田光穂名義でリリースされた2005年のアルバム『呼吸』には未収録となったが、今後もライブでは披露される模様である。